# Montagny-lès-Beaune
Montagny-lès-Beaune ist eine französische Gemeinde mit 772 Einwohnern (Stand: 1. Januar 2022) im Département Côte-d’Or in der Region Bourgogne-Franche-Comté (vor 2016 Bourgogne); sie gehört zum Arrondissement Beaune und zum Kanton Ladoix-Serrigny.

## Geographie
Montagny-lès-Beaune liegt etwa 38 Kilometer südsüdwestlich von Dijon. Umgeben wird Montagny-lès-Beaune von den Nachbargemeinden Beaune im Norden, Levernois im Nordosten und Osten, Sainte-Marie-la-Blanche im Osten und Südosten, Merceuil im Süden sowie Bligny-lès-Beaune im Westen.
Durch die Gemeinde führt die Autoroute A6.

## Bevölkerung
| Jahr                       | 1962 | 1968 | 1975 | 1982 | 1990 | 1999 | 2006 | 2011 | 2019 |
| Einwohner                  | 255  | 255  | 301  | 610  | 763  | 715  | 660  | 661  | 747  |
| Quellen: Cassini und INSEE |      |      |      |      |      |      |      |      |      |

## Sehenswürdigkeiten

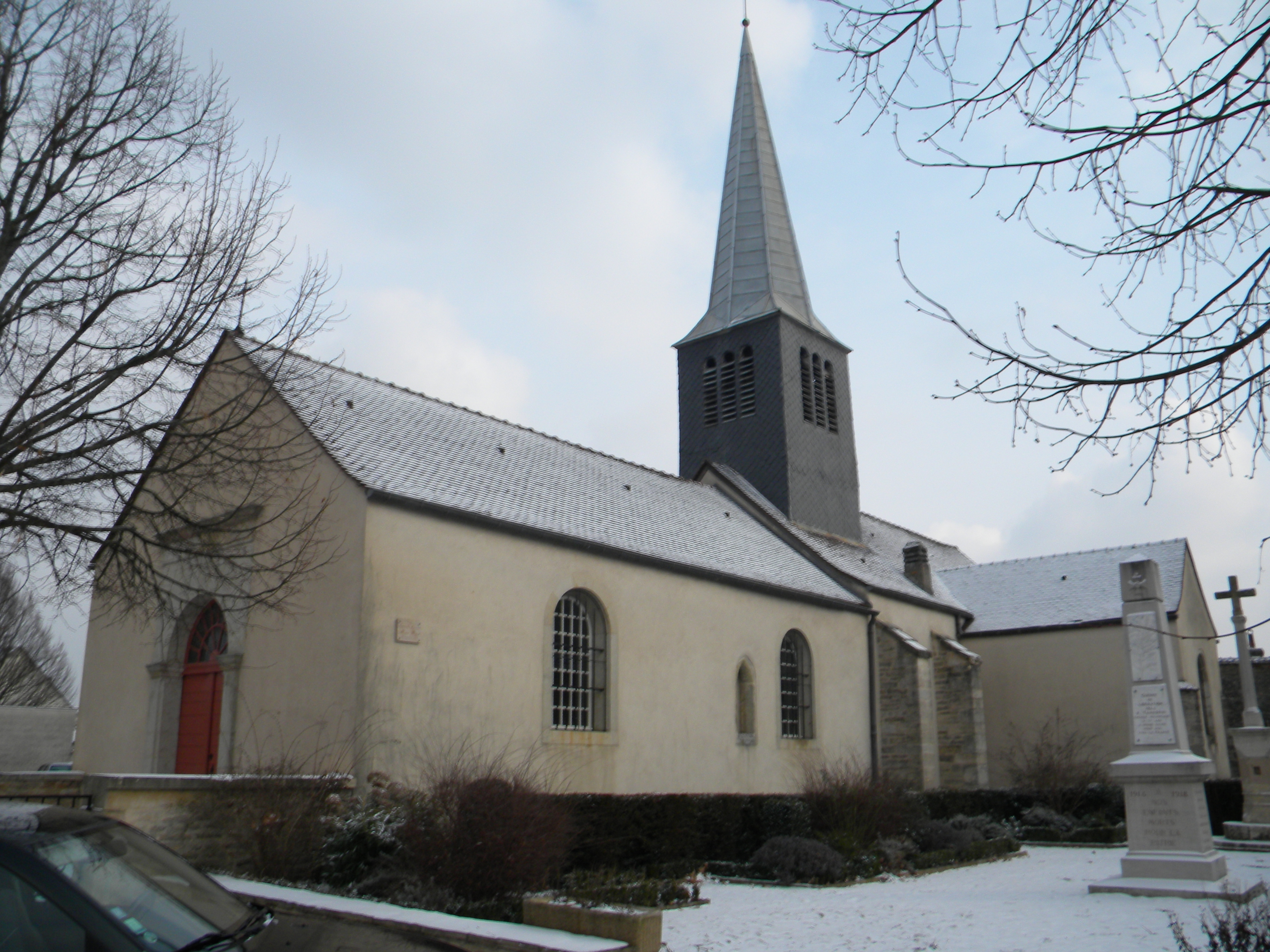
Kirche Saint-Isidore-de-Séville
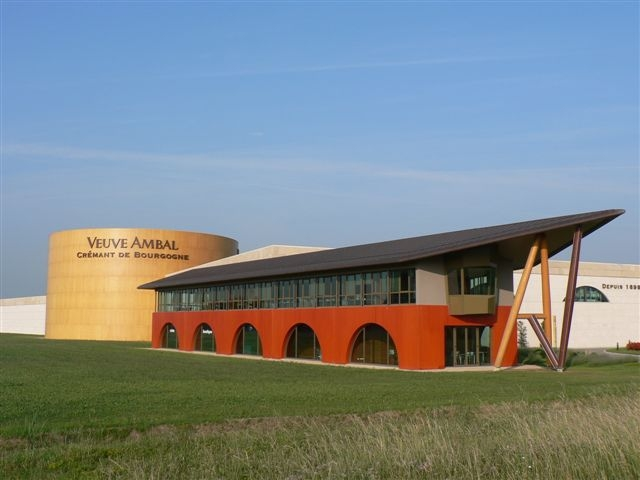
Schloss

- Kirche Saint-Isidore-de-Séville
- Weingut Veuve Ambal